# Academia do Vôlei 2021-2022
Questa voce raccoglie le informazioni riguardanti l'Academia do Vôlei nella stagione 2021-2022.

## Stagione
L'Academia do Vôlei utilizza la denominazione sponsorizzata Azulim/Gabarito/Uberlândia nella stagione 2021-22.
Partecipa alla Superliga Série A, ottenendo un dodicesimo posto, finendo quindi per retrocedere.
In ambito locale si piazza al quinto posto al Campionato Mineiro.

## Organigramma societario
Area direttiva
- Presidente: Daniel Pinheiro Morais
- Team manager: Manoel Honorato

Area tecnica
- Allenatore: Pedro Castelli (fino a ottobre), Anderson Pereira (da ottobre)
- Assistente allenatore: Anderson Pereira (fino a ottobre), Boaz Ananias (da ottobre)
- Scoutman: Norberto Gorayeb Prates
- Preparatore atletico: Carlos Antônio de Sousa, Juliene Silva de Carvalho

Area sanitaria
- Fisioterapista: Ayrton Senna Valverde

## Rosa
| N° | Nome                 | Ruolo | Data di nascita  | Nazionalità sportiva |
| -- | -------------------- | ----- | ---------------- | -------------------- |
| 1  | Angellus da Silva    | O     | 6 settembre 2000 | Brasile              |
| 1  | João Vitor Bringmann | S     | 13 aprile 1998   | Brasile              |
| 3  | Dyann Rodrigues      | O     | 10 marzo 2001    | Brasile              |
| 4  | Gustavo Leandro      | C     | 3 febbraio 1999  | Brasile              |
| 5  | Bryan da Silva       | O     | 1º novembre 2005 | Brasile              |
| 6  | Bruno Marques        | S     | 10 luglio 2001   | Brasile              |
| 7  | Wallace dos Santos   | S     | 30 giugno 1999   | Brasile              |
| 8  | Diego dos Santos     | L     | 30 gennaio 1989  | Brasile              |
| 9  | Gabriel Cavalcante   | S     | 14 aprile 1999   | Brasile              |
| 10 | Juan Alexander Rosa  | S     | 8 febbraio 2001  | Brasile              |
| 11 | Lucas Neves          | P     | 7 dicembre 1997  | Brasile              |
| 12 | Luis da Silva        | P     | 3 agosto 1998    | Brasile              |
| 13 | Luiz de Oliveira     | C     | 19 febbraio 1998 | Brasile              |
| 14 | Darlan Guedes        | S     | 18 novembre 2002 | Brasile              |
| 15 | Maxillam Lima        | S     | 22 luglio 1996   | Brasile              |
| 16 | Pedro Tomasi         | L     | 12 gennaio 2001  | Brasile              |
| 17 | João Viana           | S     | 29 marzo 1996    | Brasile              |
| 18 | Otávio Souza         | C     | 8 dicembre 2000  | Brasile              |
| 19 | Ítalo do Nascimento  | P     | 13 marzo 1989    | Brasile              |
| 20 | Rômulo Silva         | C     | 13 marzo 1995    | Brasile              |
| 21 | Ruyther Tesoura      | O     | 30 maggio 1998   | Brasile              |

## Statistiche

### Statistiche di squadra
| Competizione      | Punti | In casa | In casa | In casa | In trasferta | In trasferta | In trasferta | Totale | Totale | Totale |
| Competizione      | Punti | G       | V       | P       | G            | V            | P            | G      | V      | P      |
| ----------------- | ----- | ------- | ------- | ------- | ------------ | ------------ | ------------ | ------ | ------ | ------ |
| Superliga Série A | 0     | 11      | 0       | 11      | 11           | 0            | 11           | 22     | 0      | 22     |
| Totale            | -     | 11      | 0       | 11      | 11           | 0            | 11           | 22     | 0      | 22     |

### Statistiche dei giocatori
| Giocatore        | Superliga Série A | Superliga Série A | Superliga Série A | Superliga Série A | Superliga Série A | Totale | Totale | Totale | Totale | Totale |
| Giocatore        | P                 | PT                | AV                | MV                | BV                | P      | PT     | AV     | MV     | BV     |
| ---------------- | ----------------- | ----------------- | ----------------- | ----------------- | ----------------- | ------ | ------ | ------ | ------ | ------ |
| J.V. Bringmann   | 13                | 50                | 40                | 6                 | 4                 | 13     | 50     | 40     | 6      | 4      |
| G. Cavalcante    | 12                | 95                | 80                | 9                 | 6                 | 12     | 95     | 80     | 9      | 6      |
| A. da Silva      | 2                 | 31                | 27                | 2                 | 2                 | 2      | 31     | 27     | 2      | 2      |
| B. da Silva      | 0                 | 0                 | 0                 | 0                 | 0                 | 0      | 0      | 0      | 0      | 0      |
| L. da Silva      | 3                 | 6                 | 4                 | 0                 | 2                 | 3      | 6      | 4      | 0      | 2      |
| L. de Oliveira   | 20                | 137               | 101               | 29                | 7                 | 20     | 137    | 101    | 29     | 7      |
| D. dos Santos    | 20                | 0                 | 0                 | 0                 | 0                 | 20     | 0      | 0      | 0      | 0      |
| W. dos Santos    | 1                 | 3                 | 1                 | 2                 | 0                 | 1      | 3      | 1      | 2      | 0      |
| Í. do Nascimento | 17                | 9                 | 6                 | 2                 | 1                 | 17     | 9      | 6      | 2      | 1      |
| D. Guedes        | 0                 | 0                 | 0                 | 0                 | 0                 | 0      | 0      | 0      | 0      | 0      |
| G. Leandro       | 20                | 45                | 30                | 8                 | 7                 | 20     | 45     | 30     | 8      | 7      |
| M. Lima          | 18                | 208               | 177               | 13                | 18                | 18     | 208    | 177    | 13     | 18     |
| B. Marques       | 12                | 57                | 50                | 6                 | 1                 | 12     | 57     | 50     | 6      | 1      |
| L. Neves         | 22                | 26                | 19                | 4                 | 3                 | 22     | 26     | 19     | 4      | 3      |
| D. Rodrigues     | 0                 | 0                 | 0                 | 0                 | 0                 | 0      | 0      | 0      | 0      | 0      |
| J.A. Rosa        | 18                | 9                 | 8                 | 1                 | 0                 | 18     | 9      | 8      | 1      | 0      |
| R. Silva         | 22                | 142               | 102               | 35                | 5                 | 22     | 142    | 102    | 35     | 5      |
| O. Souza         | 10                | 8                 | 7                 | 1                 | 0                 | 10     | 8      | 7      | 1      | 0      |
| R. Tesoura       | 17                | 156               | 148               | 6                 | 2                 | 17     | 156    | 148    | 6      | 2      |
| P. Tomasi        | 7                 | 0                 | 0                 | 0                 | 0                 | 7      | 0      | 0      | 0      | 0      |
| J. Viana         | 9                 | 10                | 9                 | 1                 | 0                 | 9      | 10     | 9      | 1      | 0      |

P = presenze; PT = punti totali; AV = attacchi vincenti; MV = muri vincenti; BV = battute vincenti